# Domenico Buffa
Pour les articles homonymes, voir Buffa.
Domenico Buffa (né à  Ovada dans la région d'Alexandrie le 16 janvier 1818, mort à Turin le 19 juillet 1858) est un avocat, journaliste, sociologue, et homme politique italien du parlement subalpin. 

## Biographie
Domenico Buffa avocat, spécialiste du droit constitutionnel et journaliste dans divers journaux subalpin et Toscan, intéressé des questions sociologiques, fonde début 1848, la « Ligue italienne » à Gênes. Élu député au collège de Lavagna en décembre 1848 et au collège d'Ovada entre 1849 et 1857, comme candidat "centre gauche". 
Domenico Buffa, est nommé ministre de l'Agriculture et du Commerce dans le gouvernement de Vincenzo Gioberti entre décembre 1848 et mars 1849.